# サンティアゴ・アスカシバル
サンティアゴ・リオネル・アスカシバル（Santiago Lionel Ascacíbar, 1997年2月25日 - ）は、アルゼンチン・ラプラタ出身のサッカー選手。リーガ・プロフェシオナル・エストゥディアンテス所属。ポジションはMF及びDF。

## 経歴

### クラブ
アルゼンチン・ブエノスアイレス近郊にあるエストゥディアンテス・デ・ラ・プラタのユースチームでキャリアをスタート。2016年にトップチームに昇格し41試合に出場する。2016-17シーズンよりドイツ・ブンデスリーガのVfBシュトゥットガルトへ2022年6月までの5年契約で完全移籍した。2018年8月にはSSCナポリからのオファーを受けた中で、シュトゥットガルトとの契約を2023年6月まで1年延長した。2019年4月13日のバイエル・レバークーゼン戦で、カイ・ハフェルツに対して唾を吐く行為を行い一発退場処分を受け、DFBより6試合の出場停止処分を受けた。2020年1月1日、ヘルタ・ベルリンへ完全移籍した。
2022年7月23日、USクレモネーゼへ買取オプション付きのレンタル移籍した。
2023年1月18日、クレモネーゼでは公式戦14試合に出場して2つのアシストを記録していたが、予定よりも早くレンタル打ち切って古巣であるエストゥディアンテスに買取オプション付きのレンタル移籍をすることが発表された。

### 代表
各年代のアルゼンチン代表に選出。2016年のリオデジャネイロオリンピックや2017年のFIFA U-20ワールドカップに出場している。